# Парни ваљак и виолина
Парни ваљак и виолина (рус. Каток и скрипка), је средњеметражни филм из 1960. у режији Андреја Тарковског по сценарију Андреја Кончаловског и Андреја Тарковског. Филм прича причу о пријатељству Саше (Игор Фомченко), малог дечака, и Сергеја (Владимир Замански), оператера парног ваљка. Филм је био дипломски филм Тарковског на Државном институту за кинематографију (ВГИК), али је снимљен у студију Мосфилм.

## Прича
Саша (Игор Фомченко) је дечак који живи са мајком (Марина Аџубеј) и сестром у старој кући у Москви. Он учи да свира виолину. Свако јутро мора да пређе преко дворишта да би отишао у музичку школу, покушавајући да избегне неку другу децу која га малтретирају. Тог дана има среће јер им Сергеј (Владимир Замански), оператер парног ваљка, каже силеџијама да га оставе на миру.
У музичкој школи Саша лепо свира, али његов учитељ, кога више занимају форма и ред, гуши његову креативност. На повратку кући Саша поново среће Сергеја, који му дозвољава да му помогне на парном ваљку. Њих двоје заједно ручају и суочавају се са бројним авантурама док шетају Москвом. Гледају како лопта за уништавање руши оронулу зграду, откривајући једну од Седам сестара у позадини. Сергеј прича приче о рату, а Саша свира виолину за свог новог пријатеља.
Растају се са планом да заједно погледају филм, али планове поремети Сашина мајка. Саша покушава да се искраде из стана, а у последњој сцени видимо Сашу како трчи за парним ваљком у низу из снова.

## Продуцкијха
Сценарио за Парни ваљак и виолину написали су Андреј Тарковски и Андреј Кончаловски, Тарковски колега студент на Државном институту за кинематографију (ВГИК). Радили су на сценарију више од шест месеци 1959. и 1960. године. Према интервјуу пољском новинару Зџиславу Орнатовски, Тарковски је желео да филм буде поетски филм, заснован на  атмосфери, а не на оштрим сукобима између ликова или традиционалној драматургији.
Осим неколико мањих сцена, две сцене из првих верзија сценарија нису биле укључене у завршни сценарио снимања. Прво, сцена која приказује пробу за првомајске параде која приказује тенкове како се котрљају улицом. У коначном сценарију снимања ова сцена је изостављена у корист сцене рушења. Ова сцена је имала за циљ да референцира ратно искуство Сергеја. Друга промена укључивала је последњу сцену филма. У ранијој варијанти Саша чека да Сергеј стигне на посао. Сергеј игнорише Сашу, све док се Саша не попне на парни ваљак. Будилник звони, откривајући да је приказано сан.
За улогу оператера парног ваљка Сергеја, Тарковски је ангажовао Владимира Заманског, глумца позоришта „ Савременик“. За улогу Саше изабрао је Игора Фомченка, седмогодишњег ученика музичке школе. Иако је Тарковски у то време био само непознати студент филма, желео је да ангажује познатог Сергеја Урушевског као сниматеља. Пошто је Урусевски одбио понуду, Тарковски је ангажовао Вадима Јусова, који је после био директор фотографије филмова Иваново детињство и Андреја Рубљов.
Иако је филм био дипломски рад Тарковског, продуциран је у студију Мосфилм у јединици за производњу филмова за децу. Филм је завршен 1960. године. За свој дипломски филм Тарковски је добио оцену одличан (рус. отличный ), највећу могућу оцену.